# 遠藤遥風
遠藤 遥風（えんどう ようふう、1989年2月17日- ）は、日本の脚本家、舞台俳優。劇団「藤一色」主宰。東京都出身。A型。

## 来歴
2004年、高校時代より演劇活動を始める。以降、劇団流星群～Shooting Star Family～公演やteam.鴨福公演の脚本を手がけるなど、本格的に脚本家として活動。
2015年、加藤広祐と劇団「藤一色」を旗揚げし、主に脚本を担当しながら俳優としても参加。

## 人物
脚本のモットーは『誰もバカにすることなく笑わせる』『誰も傷つけることなく泣かせる』。

## 主な作品

### 舞台
2014年
- team.鴨福第1回公演「人形娘と罪を叶える歌」
- 劇団流星群-ssf新人公演「御伽座 花鳥風月譚」

2015年
- 劇団藤一色第一色公演『御伽座流星群』[5]
- team.鴨福第2回公演「うぬぼれ王子と歌う魔女」
- 劇団藤一色第二色公演『メタリック・ブルー』

2016年
- 劇団藤一色第三色公演『御伽座三日月流星群』
- 劇団藤一色第四色公演『夢の外で 今の中で』
- team.鴨福第3回公演「廃駅のオリオン」
- 劇団藤一色第五色公演『御伽座極月流星群』

2017年
- team.鴨福第4回序公演「夏を溶かす雪」
- 劇団藤一色脚色公演 赤『シン・デレラ』

2018年
- team.鴨福第4回展公演「春望む星の六花」
- 劇団藤一色第六色公演『三角形の世界の中の』
- 劇団藤一色第七色公演『存る日(あるひ)』
- team.鴨福第4回彩公演「四季染める虹」
- 劇団藤一色脚色公演 白『いかにも、秋の脱臼祭り』
- 劇団藤一色第八色公演『私のそばには芝が居る』

2019年
- 劇団藤一色染色公演 -恋愛事変- 『私はお前が好きじゃない、だからこれが愛だとわかる』

2020年
- 劇団藤一色 脚色公演紫「シン・デレラ」「デレラ～クイーン・オブ・モンスターズ～」

その他
- APOFES2020「夢の中で生きている夢の中では生きられない獣」[6]
- 劇団流星群-Shooting Star Family- 配信朗読公演『ゴーレム レクイエム』[7]